# Colonia San Mateo, Oaxaca
Colonia San Mateo är en ort i Mexiko.   Den ligger i kommunen Heroica Ciudad de Huajuapan de León och delstaten Oaxaca, i den sydöstra delen av landet, 230 km sydost om huvudstaden Mexico City. Colonia San Mateo ligger 1 608 meter över havet och antalet invånare är 346.
Terrängen runt Colonia San Mateo är huvudsakligen lite kuperad. Colonia San Mateo ligger nere i en dal. Runt Colonia San Mateo är det ganska glesbefolkat, med 24 invånare per kvadratkilometer. Närmaste större samhälle är Ciudad de Huajuapan de León, 2,1 km väster om Colonia San Mateo. I omgivningarna runt Colonia San Mateo växer huvudsakligen savannskog.